# ترحيل النشطاء في رئاسة ترامب الثانية
ترحيل النشطاء في رئاسة ترمب الثانية خلال فترة الرئاسة الثانية لدونالد ترمب، انتهجت الولايات المتحدة سياسة استهداف المعارضين السياسيين، وخاصة الطلاب والأكاديميين الدوليين المؤيدين لفلسطين، من أجل الترحيل. اعتبارًا من 17 أبريل 2025، تم إلغاء تأشيرات أو إنهاء وضع أكثر من 1000 طالب وخريج دولي، وبحلول 15 مايو 2025، تم إلغاء ما يقرب من 2000 تأشيرة طالب، على الرغم من أن المحاكم قد استعادت العديد منها. قد تم تبرير معظم عمليات إلغاء التأشيرات هذه على أساس انتهاكات بسيطة في السجلات القانونية لحامليها، وربما لم تكن مرتبطة بالاستهداف السياسي.

## خلفية الحدث
لقد استخدمت الولايات المتحدة منذ فترة طويلة سياستها المتعلقة بالهجرة كأداة للسيطرة السياسية، وخاصة خلال فترة الخوف الأحمر الأولى والثانية. خلال غارات بالمر ، تم ترحيل مئات المهاجرين اليساريين بسبب أنشطتهم السياسية. وقد تم استغلال الترحيل للالتفاف على حقوقهم الدستورية عندما لم يكن من الممكن توجيه اتهامات إليهم بارتكاب جريمة في النظام القانوني المحلي. أدى الخوف من التطرف المهاجر إلى إقرار قانون الهجرة لعام 1924 وقانون الهجرة والجنسية لعام 1952، والذي وسع صلاحيات الحكومة في التحقيق مع المهاجرين وترحيلهم بسبب معتقداتهم السياسية.
في أغسطس 2015، خلال حملته الانتخابية عام 2016 ، اقترح ترمب الترحيل الجماعي للمهاجرين غير الشرعيين كجزء من سياسته المتعلقة بالهجرة. واقترح إنشاء "قوة ترحيل" لتنفيذ هذه الخطة، على غرار برنامج " عملية ويتباك " الذي تم تنفيذه في فترة الخمسينيات من القرن العشرين خلال إدارة دوايت أيزنهاور والذي انتهى بعد تحقيق أجراه الكونجرس. لقد عاد إلى هذه الفكرة خلال حملته الرئاسية لعام 2024 ، وطمس التمييز بين المهاجرين الشرعيين وغير الشرعيين، ووعد بترحيل كليهما. لتحقيق هدف ترحيل الملايين سنويًا، أعلن ترمب عن نيته توسيع نطاق عمليات الترحيل دون اتباع الإجراءات القانونية الواجبة، وهو ما سيتم تحقيقه من خلال سلطات الإزالة السريعة بموجب المادة 1225 من قانون الولايات المتحدة؛ والاستعانة بقانون أعداء الأجانب ضمن قوانين الأجانب والتحريض على الفتنة لعام 1798، والاستعانة بقانون التمرد لعام 1807 للسماح للجيش بالقبض على المهاجرين وبالتالي تجاوز قانون بوسي كوميتاتوس.
من المقرر أن يتم توسيع نطاق مداهمات هيئة إنفاذ قوانين الهجرة والجمارك الأمريكية (ICE) لتشمل مداهمات أماكن العمل والحملات في الأماكن العامة. وفي أعقاب الاعتقال، صرح ستيفن ميلر بأن المهاجرين غير الشرعيين سيتم نقلهم إلى "مناطق تجمع واسعة النطاق بالقرب من الحدود، على الأرجح في تكساس"، ليتم احتجازهم في معسكرات اعتقال قبل ترحيلهم. صرح ترمب أمام جمهور تجمع في سبتمبر 2024 أن جهود الترحيل "ستكون قصة دموية".

## استخدام وسائل التواصل الاجتماعي لتحديد المرحلين المحتملين
تشير التقارير إلى أن الإدارة تستخدم برنامج الذكاء الاصطناعي" القبض والإلغاء" لجمع منشورات وسائل التواصل الاجتماعي وتحديد الطلاب الذين يُزعم أنهم يدعمون حماس. لقد تم استهداف عدد من النشطاء المعتقلين والمُرحَّلين بحملات التشهير قبل اعتقالهم.
في 25 مارس 2025، أصدرت وزارة الخارجية توجيهًا ينص على أن المتقدمين للحصول على تأشيرة لن يكونوا مؤهلين إذا كان نشاطهم على وسائل التواصل الاجتماعي يشير إلى أنهم "يدافعون عن أنشطة إرهابية أو يتعاطفون معها أو يقنعون الآخرين بتأييدها أو تبنيها أو دعم منظمة إرهابية أجنبية محددة"، وأن نشاطًا مماثلاً قد يؤدي إلى إلغاء التأشيرات الحالية. في 9 أبريل 2025، أعلنت وزارة الأمن الداخلي أنها ستقوم بفحص حسابات وسائل التواصل الاجتماعي بحثًا عن ما تعتبره "معاديًا للسامية".

## استهداف التعليم العالي
ركزت الإدارة برنامجها للقبض والإلغاء على الطلاب الأجانب الذين شاركوا في خطاب مؤيد لفلسطين، ووصفتهم بأنهم مؤيدون لحماس. وتخطط الحكومة لاستخدام برنامجها الخاص بالطلاب والزائرين المتبادلين لمراجعة مؤسسات التعليم العالي التي شهدت احتجاجات كبيرة مؤيدة للفلسطينيين، مما يشير إلى أنها قد تسحب اعتماد هذه المؤسسات، مما يجعلها غير مؤهلة لتسجيل حاملي تأشيرات الطلاب. كما أن إلغاء تأشيرات الطلاب يهدد تدفق الإيرادات للكليات والجامعات، حيث قال أحد كبار المسؤولين في وزارة العدل "إن الطلاب الأجانب هم أحد أكبر مصادر دخلهم النقدية".
في 8 أبريل 2025، واستجابة للعدد الكبير من حالات إلغاء تأشيرات الطلاب، بدأت Inside Higher Ed في تتبع عدد حالات إلغاء التأشيرات المعروفة للطلاب والخريجين الجدد، ورسم خريطة للكليات والجامعات التي أبلغت عن إلغاء التأشيرات. اعتبارًا من صباح يوم 9 أبريل، أظهر المتتبع 419 طالبًا وخريجًا حديثًا من أكثر من 80 مؤسسة للتعليم العالي في جميع أنحاء الولايات المتحدة. في كثير من الحالات، لم تخطر سلطات الهجرة المؤسسات بأسباب إلغاء التأشيرات.
رفعت الجمعية الأمريكية لأساتذة الجامعات وجمعية دراسات الشرق الأوسط دعوى قضائية ضد إدارة ترمب، بحجة أنها تروج لسياسة "ترحيل أيديولوجي" تضر ليس فقط أولئك الذين تحاول الإدارة ترحيلهم، بل تضر أيضًا بالمجتمعات الجامعية بشكل عام، وأن ملاحقة الطلاب وأعضاء هيئة التدريس على أساس آرائهم أمر غير دستوري. وقد رفع المدعون، الذين يمثلهم معهد نايت للتعديل الأول في جامعة كولومبيا، دعواهم في المحكمة الجزئية لمنطقة ماساتشوستس، وأكدوا أن هذه السياسة تنتهك التعديلين الأول والخامس. وقد تقدمت إدارة ترمب بطلب رفض القضية لعدم وجود أساس قانوني، كما زعمت أنه لا توجد سياسة ترحيل أيديولوجية وأن المحكمة الجزئية ليس لديها سلطة قضائية على إنفاذ قوانين الهجرة. تم تكليف القاضي ويليام يونج بالقضية، وفي 30 أبريل 2025، رفض يونج الطعن في التعديل الخامس، لكنه حكم بأن الطعن في التعديل الأول يمكن أن يستمر، قائلاً "من الثابت أن غير المواطنين يتمتعون ببعض الحقوق التي يكفلها التعديل الأول على الأقل، وأن الخطاب السياسي هو "جوهر ما يهدف التعديل الأول إلى حمايته".
في 28 مايو/أيار 2025، أعلن وزير الخارجية الأمريكي ماركو روبيو أن الولايات المتحدة ستلغي "بشدة" تأشيرات الطلاب الصينيين، وستُراجع معايير منح التأشيرات لتعزيز التدقيق في جميع طلبات التأشيرات المستقبلية من جمهورية الصين الشعبية وهونغ كونغ. وقد اعترضت وزارة الخارجية الصينية رسميًا على إعلان روبيو.

## حالات ترحيل

#### رشا علوية
رشا علوية ولدت عام 1990. هي طبيبة لبنانية متخصصة في زراعة الكلى وعملت كأستاذة مساعدة في جامعة براون. وهي مسلمة شيعية.
حصلت الدكتورة علوية على شهادة الطب من الجامعة الأميركية في بيروت عام 2015. أكملت إقامتها في المركز الطبي بالجامعة الأمريكية في بيروت في عام 2018. وفي ذلك العام، حصلت على تأشيرة J-1 لدخول الولايات المتحدة وأكملت زمالاتها في جامعة ولاية أوهايو وجامعة واشنطن. أكملت برنامج الطب الباطني بجامعة ييل ووتربري في يونيو 2024، وهو نفس الشهر الذي وافقت فيه حكومة الولايات المتحدة على التماس علاوي للحصول على تأشيرة H-1B، برعاية براون ميديسن. تم إصدار هذه التأشيرة في القنصلية اللبنانية بتاريخ 11 مارس 2025 وكانت صالحة حتى منتصف عام 2027.
زارت علوية لبنان في فبراير 2025 لرؤية أقاربها.أثناء وجودها في لبنان، حضرت جنازة حسن نصر الله، الزعيم السابق لحزب الله. وقد صنفت وزارة الخارجية الأمريكية حزب الله منظمة إرهابية. في مقابلة عودتها إلى المطار، قالت إنها حضرت الجنازة بسبب مكانة نصر الله الدينية في المجتمع الشيعي. وقالت إن عائلتها في لبنان لم تكن في حزب الله، لكنها دعمته.

#### يونسيو تشونغ
تشونغ هو طالب بجامعة كولومبيا جاء إلى الولايات المتحدة من كوريا الجنوبية عندما كان في السابعة من عمره وهو مقيم دائم قانوني يحمل البطاقة الخضراء . في الخامس من مارس/آذار، كانت ضمن مجموعة من المتظاهرين الذين تم اعتقالهم خلال اعتصام في كلية برنارد للتعبير عن التضامن مع الطلاب الذين احتجوا على حرب غزة والذين تم طردهم. تم إسقاط التهم الموجهة ضد تشونغ. ووصفت الحكومة الاحتجاج بأنه "مؤيد لحماس"، وهي الحجة التي رفضها محامي تشونغ، قائلاً: "إن فكرة أن يظهر المتفوق بعض الإنسانية تجاه زملائه من الناس تشكل تهديداً للسياسة الخارجية الأميركية بطريقة أو بأخرى، وهي تجعلك تتساءل حقاً عما يحدث في سياستنا الخارجية".
في 10 مارس/آذار، أبلغت سلطات إنفاذ القانون الفيدرالية محاميها بأنه تم إلغاء وضع الإقامة الدائمة الخاص بها. وقام العملاء بالبحث عن تشونغ في مسكنها وفي منزل والديها، على الرغم من أنها لم تكن هناك. وقد قدم محامي تشونغ التماسًا للحصول على أمر قضائي في المحكمة الجزئية للمنطقة الجنوبية من نيويورك ، وتم تكليف القاضية نعومي رايس بوخوالد بالقضية، والتي حكمت بأنه لا يمكن احتجاز تشونغ في الوقت الحالي. تم تمديد فترة احتجاز تشونغ في شهر مايو.
كان العملاء الفيدراليون قد قاموا بالبحث عن تشونغ في العديد من مساكن كولومبيا بموجب مذكرة جنائية فيدرالية لإيواء أشخاص غير مواطنين من ذوي الوضع القانوني غير الملائم. يشير استخدام هذه المذكرة إلى أن الحكومة كانت على الأرجح تسعى إلى قضية جنائية ضد كولومبيا أوسع من مجرد إجراء هجرة ضد شخص واحد.

#### علي رضا دورودي
تم القبض على علي رضا دورودي، وهو طالب دكتوراه من إيران بجامعة ألاباما، من قبل وكالة الهجرة والجمارك الأمريكية في 25 مارس 2025. كان دورودي يدرس الهندسة الميكانيكية بتأشيرة F-1. وقال محامي دورودي إن موكله لم توجه إليه أي تهمة ولم يشارك في الاحتجاجات المناهضة للحكومة. كما نفى فرع جامعة ألاباما لمنظمة "طلاب من أجل العدالة في فلسطين" أن يكون قد شارك في أي احتجاجات مع منظمتهم. وزعمت وزارة الأمن الداخلي أن دورودي "يشكل مخاوف أمنية وطنية كبيرة" لكنها لم تقدم أي معلومات أخرى. ولم تقدم وزارة الأمن الداخلي أي أدلة تتعلق بالمخاوف الأمنية في المحكمة، وفي نهاية المطاف تحركت لإسقاط واحدة من التهمتين المتعلقتين بحالة تأشيرة دورودي. ومع ذلك، بعد 41 يوما من الاحتجاز، طلب دورودي في 8 مايو/أيار 2025 السماح له بمغادرة الولايات المتحدة بدلا من مواصلة النضال ضد احتجازه في المحكمة، على الرغم من تأكيدات محاميه بأنه سيفوز بسهولة. لقد تم قبول طلبه.

#### أديتيا واهيو هارسونو
في 27 مارس 2025، تم إلغاء تأشيرة أديتيا واهيو هارسونو، وهو مواطن إندونيسي ومدير سلسلة توريد المستشفيات، دون إشعار وتم القبض عليه من قبل دائرة الهجرة والجمارك في مكان عمله واحتجازه في قبو المستشفى في مارشال بولاية مينيسوتا قبل نقله إلى سجن مقاطعة كانديوهي. وقال محامي هارسونو إن إدارة المستشفى أُرغمت من قبل إدارة الهجرة والجمارك على تنظيم اجتماع حتى يتم القبض عليه. تم فصل هارسونو من وظيفته بعد اعتقاله. عندما حاول هارسونو إخبار عملاء دائرة الهجرة والجمارك الأمريكية بأنه يتمتع بوضع قانوني أثناء اعتقاله، قيل له إن النظام الذي يمكنه التحقق من ذلك كان "معطلاً" لهذا اليوم. كان هارسونو مشاركًا في احتجاجات داونتي رايت في عام 2021 حيث تم القبض عليه لانتهاكه أمر حظر التجول. كما أنه ينشر بشكل متكرر دعمًا لغزة على وسائل التواصل الاجتماعي ويدير مؤسسة صغيرة غير ربحية لجمع الأموال لمساعدة غزة.
في 14 مايو/أيار، أمر قاضي المحكمة الجزئية بالإفراج عن هارسونو بعد 49 يوماً من الاحتجاز. ووجد القاضي أن اعتقاله واحتجازه كان على الأرجح انتقامًا لأنشطته السياسية.

#### ألفريدو خواريز
في 27 مارس 2025، أوقفت إدارة الهجرة والجمارك الأمريكية ألفريدو جواريز، وهو منظم عمالي نيابة عن عمال المزارع في ولاية واشنطن. أوقف عملاء دائرة الهجرة والجمارك سيارته بينما كان يقود زوجته إلى العمل، وكسروا نافذته، وسحبوه خارج السيارة. تم نقل سيويز إلى منشأة تابعة لإدارة الهجرة والجمارك في فيرنديل، ثم إلى مركز المعالجة الشمالي الغربي التابع لإدارة الهجرة والجمارك في تاكوما. وقال محامو جواريز وأفراد المجتمع إنه كان مستهدفًا بسبب نشاطه.

#### لقاء كوردية
في 14 مارس 2025، أعلنت وزارة الأمن الداخلي أنها ألقت القبض على طالبة أخرى من جامعة كولومبيا، لقاء كوردية، بسبب تجاوز مدة تأشيرتها. كوردية هي فلسطينية من الضفة الغربية، كانت تقيم في ولاية نيوجيرسي، وقد تم اعتقالها في وقت سابق بسبب مشاركتها في احتجاج من أجل غزة. وصفت وزارة الأمن الداخلي كورديا بأنه من مؤيدي حماس ولكنها لم تقدم أي دليل يدعم هذا الادعاء. في أبريل/نيسان، منحها القاضي الكفالة، لكن الحكومة استندت إلى بند نادر الاستخدام لمنع إطلاق سراحها أثناء استئناف القرار. وفي أوائل شهر مايو/أيار، أفادت التقارير أن كورديا كانت مستهدفة من قبل وكالة الهجرة والجمارك بعد أن شاركت شرطة نيويورك المعلومات التي جمعتها عنها مع الوكالة الفيدرالية. ويتم استخدام هذه المعلومات كدليل في قضية ترحيلها. أثار هذا التعاون مع دائرة الهجرة والجمارك الأمريكية تساؤلات ومخاوف بشأن عدم التزام مدينة نيويورك بقوانين اللجوء التي تهدف إلى منع الشرطة المحلية من المساعدة في جهود إنفاذ قوانين الهجرة الفيدرالية. اعتبارًا من 28 مايو، كان كورديا محتجزًا في مركز احتجاز برايري لاند في تكساس. وقالت كورديا إنها احتُجزت في زنزانة مكتظة لعدة أسابيع وأُجبرت على النوم على الخرسانة. وقالت أيضًا إنها مُنعت من الحصول على الطعام الحلال، والإقامة أثناء الصيام، وارتداء الحجاب والملابس. ومن المقرر عقد جلسة الاستماع القادمة لها في الخامس من يونيو/حزيران في دالاس.

#### محسن المهداوي
في 14 أبريل/نيسان 2025، تم القبض على محسن مهداوي ، وهو طالب فلسطيني في جامعة كولومبيا ومقيم في الولايات المتحدة منذ عشر سنوات وكان يسعى للحصول على الجنسية الأميركية، في مكتب دائرة الهجرة والجمارك في كولشيستر بولاية فيرمونت بعد ما قيل له إنه سيكون مقابلة تجنيس. أثناء وجوده في جامعة كولومبيا، كان المهداوي أحد قادة الاحتجاجات المؤيدة للفلسطينيين. وكان قد تم استهدافه من قبل مجموعات وأفراد مؤيدين لإسرائيل عبر الإنترنت منذ عام 2024، بما في ذلك كناري ميشن وبيتار. واختبأ المهداوي بعد اعتقال محمود خليل وطلب من إدارة جامعة كولومبيا مساعدته في العثور على مكان آمن للعيش، الأمر الذي رفضوه. وهو يواجه أمر ترحيل إلى الضفة الغربية ، والذي وصفه بأنه "حكم بالإعدام" بسبب التوغلات الإسرائيلية المستمرة والمتصاعدة في المنطقة والتي أثرت على العديد من أفراد عائلته.
في 14 أبريل 2025، قدم الفريق القانوني للمهداوي التماسًا للمثول أمام القضاء ضد دونالد ترمب وإدارته، ووصف احتجازه بأنه غير قانوني. وطلب محاموه إصدار أمر تقييدي مؤقت لمنع نقله خارج فيرمونت من قبل السلطات الفيدرالية. وافق القاضي الفيدرالي في ولاية فيرمونت ويليام ك. سيشينز الثالث على الطلب وأمر ببقاء المهداوي في فيرمونت. أُعيد تعيين القضية، في المحكمة الجزئية لمنطقة فيرمونت، إلى القاضي جيفري كروفورد، وفي 30 أبريل، وافق كروفورد على طلب المهداوي بالإفراج عنه بكفالة، وقال إن القضية أثارت "ادعاءً جوهريًا بأن الحكومة اعتقلته لقمع التعبير الذي لا توافق عليه". استأنفت إدارة ترمب أمام محكمة الاستئناف للدائرة الثانية ، طالبةً من المحكمة إيقافًا طارئًا لحكم كروفورد وطعنت في القرار الذي يفيد بأن كروفورد لديه السلطة لإصدار مثل هذا الحكم. وقد تم تكليف القضاة سوزان كارني، وأليسون ناثان، وبارينجتون باركر بالقضية، وفي 9 مايو/أيار، رفضوا الاستئناف.

#### رانجاني سرينيفاسان
اختارت سرينيفاسان، وهي مواطنة هندية وباحثة فولبرايت في جامعة كولومبيا، ترحيل نفسها بعد إلغاء تأشيرتها. وكانت قد تعرضت للاحتجاز في السابق أثناء احتجاجات قاعة هاملتون، لكن تم إسقاط جميع التهم عنها. وقال محاميها إنها لم تشارك في الاحتجاجات. كما اتُهم سرينيفاسان أيضًا دون دليل بأنه من أنصار حماس.

#### بدر خان سوري
تم اعتقال خان سوري، وهو باحث هندي في جامعة جورج تاون يحمل تأشيرة طالب، من قبل سلطات الهجرة الفيدرالية في 17 مارس 2025. ألغت الحكومة تأشيرته، لكنها لم توجه إليه أي تهمة. ليس لديه سجل جنائي. وزعم محامي خان سوري في التماسه إلى المحكمة أن خان سوري كان مستهدفًا بسبب التراث الفلسطيني لزوجته المواطنة الأمريكية ولأن الحكومة تشك في أن الزوجين يعارضان السياسة الخارجية الأمريكية. ذكرت مقالة نشرت عام 2018 عن الزوجين في صحيفة هندوستان تايمز أن والد زوجته كان يعمل "مستشارًا سياسيًا كبيرًا لقيادة حماس"، واتهمته المتحدثة باسم الحكومة، تريشيا ماكلولين، لاحقًا بـ "نشر دعاية حماس بنشاط والترويج لمعاداة السامية" ووجود صلات مع إرهابي. وقد نفى خان سوري ومحاميه وزوجته هذا الوصف، قائلين إنه نشر منشورات على وسائل التواصل الاجتماعي "يعبر فيها عن دعمه للشعب الفلسطيني، وينتقد عدد القتلى في غزة، ويؤكد على مبادئ القانون الدولي، وينتقد الدعم الأمريكي لحرب إسرائيل في غزة"، لكنه لم يحضر أي احتجاجات، ولم يتواصل مع والد زوجته أو يعبر عن مشاعر مؤيدة لحماس أو معادية للسامية.
تم احتجاز خان سوري في تكساس، حيث كان من المقرر عقد جلسة استماع في محكمة الهجرة في 6 مايو. نظم فرع جامعة جورج تاون لهيئة التدريس والموظفين من أجل العدالة في فلسطين مظاهرة للمطالبة بالإفراج عنه. في رسالة مفتوحة نُشرت في صحيفة الجامعة، "هويا" ، أدانت مجموعة تضم أكثر من 130 طالبًا وأعضاء هيئة تدريس وموظفين وخريجين يهود، اعتقاله واحتجازه، قائلين إن "الرئيس ترمب يستغل الهوية اليهودية والإيمان والمخاوف من معاداة السامية كستار دخان لأجندته الاستبدادية". وقد تقدم خان سوري بطلب إلى محكمة مقاطعة في فيرجينيا لإعادته إلى تلك الولاية،  وفي 14 مايو/أيار، أمرت القاضية باتريشيا توليفر جايلز بالإفراج عن خان سوري من احتجاز دائرة الهجرة والجمارك. وعند إطلاق سراحه، ندد خان سوري بظروف احتجازه، قائلا إنه عومل وكأنه "أقل من البشر" وعومل كسجين شديد الحراسة. وجاء في التماس المثول أمام القضاء الذي تقدم به خان سوري أنه حُرم من الطعام الحلال، ولم يُمنح سوى ساعتين من وقت الترفيه، ووُضع في "غرفة تلفزيون" بدون سرير أو ظروف هادئة للنوم.

#### مومودو تال
تال هو طالب دراسات عليا في جامعة كورنيل ويحمل الجنسية المزدوجة البريطانية والغامبية. في 22 مارس 2025، أُمر بتسليم نفسه لمكتب ICE في سيراكيوز، نيويورك. وخوفا من استهداف إدارة ترمب لموكله، رفع محامو تال دعوى قضائية بشكل استباقي يطلبون فيها من قاضي فيدرالي في نيويورك إلغاء الأوامر التنفيذية 14188 و 14161 التي تستهدف المتظاهرين الطلاب. وقال محامو تال إنه كان تحت مراقبة سلطات إنفاذ القانون.
واجه تال الإيقاف عن العمل بسبب مشاركته المزعومة في احتجاج في فندق ستاتلر لإغلاق معرض توظيف حيث كان ممثلون من شركة بوينج و L3Harris يقومون بالتوظيف. بدلاً من الإيقاف، الذي كان من الممكن أن يؤثر على حالة تأشيرته، اختار مسؤولو الجامعة منعه من دخول الحرم الجامعي.
في فبراير 2024، أثناء احتجاج ضد رفض جمعية طلاب كورنيل لقرار سحب الاستثمارات، قاد تال الهتافات خارج قاعة كورنيل النهارية وقال للحشد "نحن متضامنون مع المقاومة المسلحة في فلسطين من النهر إلى البحر". وقد أوضح تال وجهة نظره في مقابلة قائلاً إنه لا يدعم أي فصيل فلسطيني مسلح معين، بل "ما أؤيده هو الحق الفلسطيني في مقاومة الاستعمار، كما يضمنه القانون الدولي ومبدأ تقرير المصير".
وصف أحد زملاء تال اليهود الاتهامات الموجهة إليه بمعاداة السامية بأنها لا أساس لها من الصحة، قائلاً: "لقد رأيت مومودو دائمًا يعامل الجميع بأقصى درجات الاحترام، وأعتقد أنه من المؤسف حقًا أن يتم تسليح هذه الاتهامات الكاذبة بمعاداة السامية".
في 28 مارس 2025، حكمت قاضية المحكمة الجزئية الأمريكية إليزابيث كومب ضد تال، قائلة إن محاميه لم يثبتوا أن لديها سلطة قضائية لوقف الترحيل ولم يظهروا أن هناك أي تهديد واضح لحقوقه الدستورية التي سيتم تناولها من خلال الدعوى القضائية.
في 31 مارس 2025، أعلن تال أنه غادر الولايات المتحدة طواعيةً مشيرًا إلى مخاوفه على سلامته الشخصية.

#### جانيت فيزجويرا
كانت فيزجويرا، وهي ناشطة في مجال حقوق المهاجرين جاءت إلى الولايات المتحدة من المكسيك في عام 1993، قد حصلت على إقامات متعددة للترحيل في ظل الإدارات السابقة واكتسبت مكانة وطنية في عام 2017 عندما طلبت اللجوء من إدارة الهجرة والجمارك في كنيسة في دنفر. تم اعتقالها من قبل دائرة الهجرة والجمارك في 17 مارس 2025. وقد أدان الساسة والمنظمات المحلية، بما في ذلك جاريد بوليس ومايك جونستون، اعتقالها من قبل دائرة الهجرة والجمارك الأمريكية باعتباره اضطهادًا سياسيًا، وحثوا دائرة الهجرة والجمارك الأمريكية على التركيز على مرتكبي الجرائم العنيفة، كما منعت قاضية المحكمة الجزئية الأمريكية نينا وانج ترحيلها.
وصفت فيزجويرا نفسها بأنها سجينة سياسية، وهي ومحاميها يعترضون على ترحيلها على أساس أن الدافع وراء ذلك هو أنشطتها السياسية المحمية، وليس وضعها المتعلق بالهجرة. وقالت فيزجويرا إن عميل دائرة الهجرة والجمارك الذي ألقى القبض عليها كان لديه حسابات على وسائل التواصل الاجتماعي على هاتفه. وزعمت إدارة ترمب أن فيزجويرا، باعتبارها غير مواطنة، ليس لديها أساس قانوني للادعاء بأن احتجازها كان بدوافع سياسية.
في مايو/أيار 2025، تمكنت ماريا هينوجوسا من مقابلة فيزجويرا في مركز احتجاز أورورا الذي تديره مجموعة GEO حيث كانت محتجزة. وقال هينوجوسا، الذي يتمتع بخبرة في إجراء المقابلات داخل السجون، إن الأمن والظروف في مركز الاحتجاز كانت أكثر قسوة من تلك الموجودة في السجون ذات الحراسة القصوى.

#### عمال مزرعة لين-إيت وأبناؤه
في 2 مايو 2025، أوقف عملاء دائرة الهجرة والجمارك حافلة تقل عمالاً مهاجرين يعملون لدى شركة لين-إيت وأبناؤه، والذين كانوا في معركة استمرت لسنوات عديدة مع صاحب عملهم بشأن النقابات. وكان الموظفون من المكسيك وغواتيمالا، وكانوا جميعاً يعملون على مدار العام. وقالت مصادر على اتصال بعائلات العمال إن المداهمة "لم تكن تبدو عملية واسعة النطاق بل عملية إنفاذ مستهدفة تستهدف أشخاصا محددين" وإن العملاء كان لديهم قائمة بالعمال الذين يتوقعون العثور عليهم في الحافلة. ولم تكشف إدارة الهجرة والجمارك عن هويتها خلال المداهمة، لكنها أكدت لاحقا مسؤوليتها عن الاعتقالات. وبحلول الخامس من مايو/أيار، تم التعرف على أماكن خمسة من العمال، في حين لا يزال التسعة الآخرون في عداد المفقودين. أنكرت شركة لين إيت وأبناؤها أي معرفة مسبقة أو مسؤولية عن الغارة.

## ردود الفعل
في 22 أبريل/نيسان 2025، وقعت أكثر من 200 مؤسسة للتعليم العالي على رسالة تتعهد فيها بمقاومة هجمات ترمب على الجامعات، بما في ذلك ترحيل الطلاب. وقّع على الرسالة قادة عدد من الجامعات البارزة بما في ذلك جامعة هارفارد، وجامعة بنسلفانيا، ومعهد ماساتشوستس للتكنولوجيا، وجامعة ييل. كانت جامعة كولومبيا غائبة عن القائمة في البداية، ولكنها وقعت عليها بعد أن أصبحت عامة.